# Ingbirchworth
Ingbirchworth är en by i civil parish Gunthwaite and Ingbirchworth, i distriktet Barnsley, i grevskapet South Yorkshire, i England. Byn är belägen 12 km från Barnsley. Ingbirchworth var en civil parish 1866–1938 när blev den en del av Gunthwaite and Ingbirchworth. Civil parish hade 274 invånare år 1931. Byn nämndes i Domedagsboken (Domesday Book) år 1086, och kallades då Berceuuorde.